# Кокуло
Коку̀ло (на италиански: Cocullo) е село и община в Южна Италия, провинция Акуила, регион Абруцо. Разположено е на 897 m надморска височина. Населението на общината е 246 души (към 2011 г.).